# ¡Ahí, madre!
¡Ahí, madre! es una película de comedia mexicana de 1970, escrita por Roberto Gómez Bolaños «Chespirito», dirigida por Rafael Baledón, y protagonizada por Los Polivoces junto a Norma Lazareno, Marco Antonio Muñiz, Ramón Valdés «Don Ramón» y Antonio «El Ratón Valdés». 

## Argumento
La película muestra como característica principal a un hombre ya entrado en la vida productiva del país llamado "Gordolfo Gelatino", el cual vive con su madre, y que por ser hijo único es defendido como un niño pequeño. La frase preferida de Gordolfo es: «¡Ahí, madre!», que sigue con la tradición mexicana de exaltar a la madre al momento de estar defendiendo al hijo en cuestión. Los personajes representados en esta película son la creación de la mancuerna artística de Los Polivoces.

## Personajes
- Enrique Cuenca como Doña Naborita (Los Polivoces)
- Eduardo Manzano como Gordolfo Gelatino (Los Polivoces)
- Norma Lazareno como Olimpia
- Marco Antonio Muñiz
- Pepe Nacho
- Manuel Galaviz como Tulipan Jones
- Sergio Guzik
- Guillermo Hernández («Lobo Negro»)
- Carlos Bravo y Fernández
- Ramón Valdés como Entrenador de futbol
- Carlos Castañón
- Antonio Valdés
- Cristina Blum
- Jorge Zamora «Zamorita» como Profesor Albaricoque